# Сара Дебріц
Сара Дебріц (нім. Sara Däbritz; нар. 15 лютого 1995, Амберг) — німецька футболістка, олімпійська чемпіонка. Півзахисниця футбольного клубу «Реал» (Мадрид)  і національної збірної Німеччини.

## Ігрова кар'єра
Вихованка спортивних клубів «Вайден» і «Фрайбург». З 2012 по 2015 виступала за основний склад футбольного клубу «Фрайбург».
Влітку 2015 перейшла до мюнхенської «Баварії».
У 2019 році перейшла до французького клубу «Парі Сен-Жермен».
З червня 2022 року до літа 2025 року захищала кольори команди «Олімпік Ліон».
Наразі виступає за іспанський клуб «Реал» (Мадрид).

## Збірна
У складі юніорської збірної Німеччини провела 27 матчів, забила 15 м'ячів.
У складі молодіжної збірної Німеччини, провела 6 матчів, забила 5 м'ячів. 
У складі національної збірної Німеччини дебютувала 29 червня 2013 року.
Олімпійська чемпіонка 2016.

### Голи в складі збірної
| Дебріц – голи за національну збірну | Дебріц – голи за національну збірну | Дебріц – голи за національну збірну | Дебріц – голи за національну збірну | Дебріц – голи за національну збірну | Дебріц – голи за національну збірну | Дебріц – голи за національну збірну |
| #                                   | Дата                                | Місце                               | Суперник                            | Гол                                 | Рахунок                             | Турнір                              |
| ----------------------------------- | ----------------------------------- | ----------------------------------- | ----------------------------------- | ----------------------------------- | ----------------------------------- | ----------------------------------- |
| 1.                                  | 7 червня 2015                       | Оттава, Канада                      | Кот-д'Івуар                         | 8–0                                 | 10–0                                | ЧС-2015                             |
| 2.                                  | 15 червня 2015                      | Вінніпег, Канада                    | Таїланд                             | 4–0                                 | 4–0                                 | ЧС-2015                             |
| 3.                                  | 25 жовтня 2015                      | Зандгаузен, Німеччина               | Туреччина                           | 4–0                                 | 7–0                                 | Кваліфікація ЧЄ-2017                |
| 4.                                  | 25 жовтня 2015                      | Зандгаузен, Німеччина               | Туреччина                           | 7–0                                 | 7–0                                 | Кваліфікація ЧЄ-2017                |
| 5.                                  | 22 липня 2016                       | Падерборн, Німеччина                | Гана                                | 6–0                                 | 11–0                                | Товариський матч                    |
| 6.                                  | 3 серпня 2016                       | Сан-Паулу, Бразилія                 | Зімбабве                            | 1–0                                 | 6–1                                 | Олімпійські ігри 2016               |
| 7.                                  | 6 серпня 2016                       | Сан-Паулу, Бразилія                 | Австралія                           | 1–2                                 | 2–2                                 | Олімпійські ігри 2016               |
| 8.                                  | 16 серпня 2016                      | Белу-Оризонті, Бразилія             | Канада                              | 2–0                                 | 2–0                                 | Олімпійські ігри 2016               |

Джерело:

## Титули і досягнення

### Клубні
«Баварія» Мюнхен
- Чемпіонка Німеччини (1): 2016

### Збірна
- Чемпіонка Європи серед юніорок (U-17) (1): 2012
- Чемпіонка Європи (1): 2013
- Чемпіонка світу серед юніорок (U-20) (1): 2014
- Олімпійська чемпіонка (1): 2016.